# Komm, Jesu, komm
Pour un article plus général, voir Motets de Johann Sebastian Bach.
Komm, Jesu, komm (Viens, Jésus, viens !), BWV 229, est un motet de Jean-Sébastien Bach composé à Leipzig avant 1732. C'est un motet funèbre à double chœur dont on ne connaît pas précisément les dates de composition et d'exécution, ni sa destination. C'est le seul motet qui ne contienne aucun texte de la Bible : son texte est de Paul Thymich (en), déjà utilisé pour une aria funèbre de Johann Schelle en 1684. Une autre particularité est qu'il ne contient pas de choral, dont la mélodie est traditionnelle, mais une aria harmonisée à la manière d'un choral mais dans un style plus libre, et dont la mélodie est de Bach lui-même. Il ne contient pas non plus, de manière inhabituelle pour Bach, de véritable fugue.
L’œuvre est souvent décrite comme ayant un caractère confiant, intime et tendre, et faisant plus appel à la polychoralité (jeu entre les deux chœurs) qu'à la polyphonie (jeu entre les voix). Le thème du texte est la mort comme le moment heureux où l'homme, las de la vie terrestre, peut se confier à Jésus, qui est la Vérité et la Vie, et le seul moyen d'accéder à la vie surnaturelle.

## Histoire
On sait très peu de choses sur les circonstances de composition et d'exécution de cette œuvre. Il est communément admis qu'il s'agit d'un motet funèbre, composé probablement pour des funérailles. Gilles Cantagrel souligne dans ce motet des éléments communément présents dans les motets funèbres, comme le thème de l'adieu au monde, et la formule « Gute Nacht » (Bonne nuit) que l'on retrouve souvent dans les poésies de l'époque sur la mort, comme dans un autre motet de Bach Jesu, meine Freude, dont on connait de manière certaine la destination funèbre.

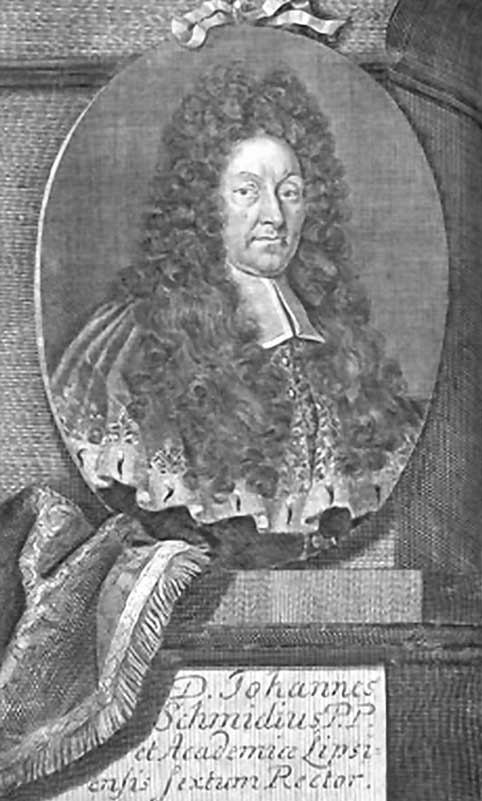
Johann Schmid, possible dédicataire du motet.

De plus, le texte du motet est la première et la onzième strophe d'un poème de Paul Thymich (en), professeur à la Thomasschule de Leipzig où Bach était Thomaskantor, mis en musique par Johann Schelle, un prédécesseur de Bach au poste de cantor. Cet hymne avait été composé par Schelle pour les funérailles d'un professeur d'université, philosophe et juriste Jakob Thomasius, mort en 1684. L'hymne est publié en 1697 à Leipzig dans un recueil de plus de cinq mille hymnes : le Gesangbuch de Paul Wagner (1617-1697), dont Bach possédait un exemplaire dans sa bibliothèque. Il est probable que Bach ait repris le texte de cet hymne pour des circonstances similaires, et l'hypothèse a été émise que le motet aurait été composé pour l'enterrement de Johann Schmid (de), un éminent théologien mort en 1731.
Bach connaissait la musique de Schelle, qui était à cinq voix, très homophoniques. Mais Bach a pris une voie tout à fait différente avec une disposition en deux chœurs à quatre voix, et une musique originale et polyphonique, même si on peut noter des similarités de mélodie entre Bach et Schelle dans le traitement des dernières lignes de texte (dans l'Aria).
Le manuscrit autographe est perdu, et on connait ce motet par une copie, conservée à la Bibliothèque d'État de Berlin, de la main de Christoph Nichelmann, un élève de Bach qui a quitté la Thomasschule en 1731-1732 donnant ainsi la date la plus tardive possible pour cette œuvre.

## L’œuvre
Comme pour la majorité des motets de Bach, le texte structure fortement l'ensemble de l’œuvre. Le poème de Thymich est inspiré de l'évangile selon Jean et centré sur la phrase du Christ « Moi, je suis le chemin, et la vérité, et la vie ; nul ne vient au Père que par moi » (Jn 14,6). Contrairement à tous les autres motets de Bach, ce motet ne contient aucun extrait issu directement de la Bible, mais est uniquement fondé sur le poème de Thymich.
L’atmosphère musicale de ce motet est souvent qualifié d'intime et touchant, avec un climat de confiance et d'apaisement. La tonalité générale de sol mineur évoque la souffrance, mais le motet n'est à aucun moment tragique.
Bach exploite assez peu la polyphonie, et on note dans ce motet une absence remarquable d'une véritable fugue. En revanche, il joue plus que de coutume avec la polychoralité et selon Gardiner explore les possibilités d'opposition et de réponses avec deux chœurs à quatre voix plus bien plus loin que les pionniers vénitiens de la polychoralité ou que les dialogues formels entre les deux chœurs de Giovanni Gabrieli ou Heinrich Schütz.

### Première partie: Concerto
Cette partie utilise la première strophe du poème de Thymich. Une des marques caractéristiques des motets de Bach se retrouve ici : le texte structure très fortement la musique, tant au niveau de ses différentes sections que concernant l'illustration du texte par la musique. Chacune des six lignes de la strophe donne lieu à une section et à un traitement musical très différent, faisant de cette partie une succession de panneaux musicaux indépendants. Cette partie est à huit voix, en double chœur, et exploite fortement cette disposition. Toute cette partie est structurée en trois mouvements, de rythmique et de caractère général très différents.
Le premier mouvement évoque la souffrance du corps proche de la fin de sa vie, dont la lassitude et la faiblesse ne permet plus de parcourir le « chemin amer de la vie », et qui aspire à la paix donnée par la rencontre avec Jésus. Ce mouvement est traité dans un mode mineur très expressif, sur un rythme ternaire.
Le second mouvement assure un contraste complet avec le premier par sa métrique qui passe en 4/4, son écriture fuguée et son caractère léger et confiant en accord le texte « Viens, je me donnerai moi-même à toi ». Le mot Komm (Viens !) est mis en valeur, répété, rebondissant entre les voix et les chœurs, transformant ce mouvement en un appel confiant vers Jésus.
Le troisième mouvement, traitée sur une rythmique de danse de menuet (6/8), dans un « climat de plénitude confiante et de sérénité », et une longue profession de foi soulignant particulièrement la phrase clé du motet « Tu es le bon chemin, la vérité et la vie. ». Cette phrase est répétée pas moins de quatre fois, par un chœur, puis par l'autre, sur le même thème musical variant à chaque affirmation, en faisant le mouvement le plus long du motet, comme si ce long moment de « lyrisme et d'extase » ne voulait jamais se terminer.
| Mvt | Mesure | Section | Mesures | Texte allemand                                      | Traduction                                       | Style musical |
| --- | ------ | ------- | ------- | --------------------------------------------------- | ------------------------------------------------ | ------------- |
| 1   | 3/2    | A       | 1—9     | Komm, Jesu, komm,                                   | Viens, Jésus, viens,                             | Antiphonique  |
| 1   | 3/2    | A       | 10—15   | Mein Leib ist müde,                                 | Mon corps est las,                               | Imitatif      |
| 1   | 3/2    | B       | 16—23   | Die Kraft verschwindt je mehr und mehr,             | Ma force s'évanouit de plus en plus,             |               |
| 1   | 3/2    | B       | 24—28   | idem, variante                                      |                                                  |               |
| 1   | 3/2    | C       | 29—37   | Ich sehne mich                                      | Je soupire                                       |               |
| 1   | 3/2    | C       | 38—43   | nach deinem Friede;                                 | après ta paix ;                                  |               |
| 1   | 3/2    | D       | 44—53   | Der saure Weg wird mir zu schwer!                   | Le chemin amer devient trop difficile pour moi ! | Imitatif      |
| 1   | 3/2    | D       | 53—64   | idem, variante                                      |                                                  | Antiphonique  |
| 2   | 4/4    |         | 64—78   | Komm, ich will mich dir ergeben;                    | Viens, je me donnerai moi-même à toi ;           | Fugato        |
| 3   | 6/8    | A       | 78—100  | Du bist der rechte Weg, die Wahrheit und das Leben. | Tu es le bon chemin, la vérité et la vie.        |               |
| 3   | 6/8    | A'      | 100—122 | idem, variante                                      |                                                  |               |
| 3   | 6/8    | A"      | 122—144 | idem, variante                                      |                                                  |               |
| 3   | 6/8    | A"'     | 144—167 | idem, variante                                      |                                                  |               |

### Deuxième partie: Aria
Cette partie, libellée Arie sur la copie, ressemble à première vue à un choral mais en diffère notablement sur un certain nombre de points. Un choral protestant est généralement une harmonisation d'une mélodie liturgique traditionnelle, composée par exemple par Johann Crüger ou Martin Luther lui-même, sur un texte également traditionnel. La mélodie principale, chantée au soprano, est simple, bien connue de l'assemblée qui la reprend en chœur.
Le texte de cette partie n'est pas un texte traditionnel, mais la onzième strophe du même poème de Thymish. La mélodie principale est très probablement de Bach lui-même, et n'est pas destinée à être reprise en chœur. Elle est effectivement plus proche d'une aria car plus libre, plus complexe et s'élevant davantage dans les aigus qu'une mélodie de choral. En revanche, cette mélodie est harmonisée à la manière d'un choral, à quatre voix, et les deux chœurs se fondent alors en un seul.
Un exemple de cette liberté mélodique est le mélisme final des soprano sur le mot Weg (chemin), qui monte sur plus d'une octave, illustrant la montée aux cieux des chrétiens, libérés par la mort.
Drum schließ ich mich in deine Hände

Donc je me mets entre tes mains

Und sage, Welt, zu guter Nacht!

Et je dis, monde, bonne nuit !

Eilt gleich mein Lebenslauf zu Ende,

Même si le cours de ma vie se précipite vers la fin,

Ist doch der Geist wohl angebracht.

Mon âme est néanmoins bien préparée.

Er soll bei seinem Schöpfer schweben,

Elle s'élèvera jusqu'à son créateur

Weil Jesus ist und bleibt

Car Jésus est et reste

Der wahre Weg zum Leben.

Le vrai chemin vers la vie.

## Postérité
- Sven-David Sandström a composé un motet a capella sur le même texte de Paul Thymich, dans un style contemporain[3].